# 14940 Freiligrath
14940 Freiligrath è un asteroide della fascia principale. Scoperto nel 1995, presenta un'orbita caratterizzata da un semiasse maggiore pari a 2,5824480 UA e da un'eccentricità di 0,0396948, inclinata di 5,11976° rispetto all'eclittica.